# 대방광원각수다라요의경 권상1의1
대방광원각수다라요의경 권상1의1(大方廣圓覺修多羅了義經 卷上 一之一)은 대한민국 경기도 성남시 분당구 한국학중앙연구원에 있는 조선시대의 금속활자본 책이다. 2007년 4월 20일 대한민국의 보물 제1514호로 지정되었다.

## 개요
『대방광불원각수다라요의경』은 줄여서 『원각경』이라고 부르기도 하며 우리나라 승려들의 교과 과목으로 채택되어 불교수행의 길잡이 구실을 하는 경전이다. 한국학중앙연구원 장서각 소장 본은 1465년에 간경도감 국역본을 저본(底本)으로 경문 및 주석의 한글 구결 부분만을 편집 하여 주자소에서 을유자(乙酉字)로 인출한 금속활자본으로 1책(序, 卷上一之一)의 결본(缺本)이다.
이 책은 1465년 원각사를 준공한 기념으로 세조의 명에 따라 정난종 서체를 자본으로 을유년에 활자를 주조하여 간행된 판본으로 '을유자본(乙酉字本)이라 불린다. 이 활자는 원각경 등 주로 불경을 간행할 목적으로 주성(鑄成)되었던 까닭에 당시 유신들의 강한 반대로 사용되지 못하다가 갑진자(甲辰字) 주조 시 이를 녹여 사용한 것으로 알려져 있다. 이러한 이유로 그 전래본이 희귀한 실정이며, 조선시대 국어학 및 서지학 연구에 중요한 자료적 가치를 지닌다.

## 같이 보기
- 원각경
- 을유자
- 정난종
- 갑진자

## 참고 자료
- 대방광원각수다라요의경 권상1의1 - 국가유산청 국가유산포털